# Bloomfield Hills
Bloomfield Hills es una ciudad ubicada en el condado de Oakland en el estado estadounidense de Míchigan. En el Censo de 2010 tenía una población de 3869 habitantes y una densidad poblacional de 296,45 personas por km².

## Geografía
Bloomfield Hills se encuentra ubicada en las coordenadas 42°34′31″N 83°15′16″O / 42.57528, -83.25444. Según la Oficina del Censo de los Estados Unidos, Bloomfield Hills tiene una superficie total de 13.05 km², de la cual 12.85 km² corresponden a tierra firme y (1.53%) 0.2 km² es agua.

## Demografía
Según el censo de 2010, había 3869 personas residiendo en Bloomfield Hills. La densidad de población era de 296,45 hab./km². De los 3869 habitantes, Bloomfield Hills estaba compuesto por el 87.26% blancos, el 4.06% eran afroamericanos, el 0.08% eran amerindios, el 6.72% eran asiáticos, el 0% eran isleños del Pacífico, el 0.31% eran de otras razas y el 1.58% pertenecían a dos o más razas. Del total de la población el 1.52% eran hispanos o latinos de cualquier raza.